# Clyde (Californie)
Pour les articles homonymes, voir Clyde.
Clyde est une census-designated place du comté de Contra Costa, dans l'État de Californie, aux États-Unis,. En 2020, elle compte une population de 729 habitants.